# Лотоцький Мирослав Ількович
Мирослав Ількович Лотоцький (нар. 2 травня 1959, с. Старі Скоморохи, Галицький район) — український футбольний функціонер. Директор комплексу спортивних споруд (КСС) Бурштинської ТЕС. Президент «Енергетика» (Бурштин) з 1996 року. Депутат Галицької районної ради (з 2010), член Народного Руху України.
Колишній член Республіканської Християнської партії, був під № 53 у списку партії на виборах до Верховної Ради 1998.